# SEH
Структурна обробка винятків (англ. SEH - Structured Exception Handling) — механізм обробки програмних і апаратних винятків в ОС Microsoft Windows, що дозволяє програмістам контролювати обробку винятків, а також є налагоджувальним засобом.

## Винятки та їх обробка
Виняток — це подія при виконанні програми, що призводить до її ненормальної або неправильної поведінки.
Існує два види винятків: апаратні, які генеруються процесором, і програмні, які генеруються  операційної системою та  прикладними програмами. Механізм структурної обробки винятків дозволяє однотипно обробляти як програмні, так і апаратні винятки.